# Thomas Hawkesworth Ledwich
Pour les articles homonymes, voir Ledwich.
Thomas Hawkesworth Ledwich, né en 1823 à Waterford et mort le 29 septembre 1858 à Dublin, est un anatomiste et chirurgien irlandais.

## Biographie
Né à Waterford, où son père exerçait le droit, il est le fils d'Edward Ledwich et de Catherine Hawkesworth, tous deux du comté de Queen's (aujourd'hui comté de Laois). Il est le petit-fils d'Edward Ledwich (en), historien controversé.
Il étudie la médecine à Dublin et devient membre du Collège royal des chirurgiens d'Irlande. Il donne des cours d'anatomie et reconnait la nécessité de disposer de davantage d'installations pour enseigner la médecine. Il devient maître de conférences à l'École de médecine « originale » de Peter St., à Dublin, en 1849, qui est rebaptisée Ledwich School en son honneur après sa mort. Cette école, qui comptait alors plus de 200 étudiants, fusionne avec le Collège des chirurgiens en 1889 et est incorporée en 1894 à l'Adelaide hospital,.
Il contribue fréquemment au Dublin Journal of Medical Science (en) et à d'autres revues similaires. Son grand ouvrage, The Anatomy of the Human Body, est publié en 1852.
À la mort de Philip Crampton, il est nommé, à sa place, chirurgien à Meath hospital (en).
Il meurt à l'âge de 35 ans et est enterré au cimetière de Mount Jerome.